# Vismes (plaats)
Vismes is een gemeente in het Franse departement Somme (regio Hauts-de-France) en telt 323 inwoners (2004). De plaats maakt deel uit van het arrondissement Abbeville.

## Geografie
De oppervlakte van Vismes bedraagt 13,1 km², de bevolkingsdichtheid is 24,7 inwoners per km².
De onderstaande kaart toont de ligging van Vismes (plaats) met de belangrijkste infrastructuur en aangrenzende gemeenten.

## Demografie
Onderstaande figuur toont het verloop van het inwonertal (bron: INSEE-tellingen).